# Магомедгаджиев, Анвар Абдулаевич
Анвар (Анварбек) Абдулаевич Магомедгаджиев (15 февраля 1956; Моксоб, Чародинский район, Дагестанская АССР, РСФСР, СССР) — советский борец, советский и российский тренер по борьбе, Мастер спорта СССР международного класса, Заслуженный тренер России, тренер высшей квалификационной категории.

## Биография
Является воспитанником махачкалинской школы «Урожай». Победитель молодёжного первенства СССР, бронзовый призёр молодежного первенства Европы. Победитель VII Международный турнир на призы Али Алиева 1977 года в Махачкале (8-11 сентября). После окончания спортивной карьеры стал тренером. Работает тренером сборной Дагестана, главный тренером молодежной сборной Дагестана, тренер спортшколы им. Гамида Гамидова в Махачкала (ранее «Урожай»). В июле 2022 года руководством Дагестана награжден медалью «За заслуги в области физической культуры и спорта в Республики Дагестан».

## Известные воспитанники
- Шарифов, Шариф Наидгаджавович — олимпийский чемпион;
- Магомедов, Хаджимурад Сайгидмагомедович — олимпийский чемпион;
- Ибрагимов, Магомед Абдулмуминович — призёр Олимпийских игр;
- Абдусаламов, Юсуп Рашидович — призёр Олимпийских игр;
- Чамсулвараев, Чамсулвара Багомедович — чемпион Европы;
- Кудиямагомедов, Шамиль Кудиямагомедович — чемпион Европы;
- Курбанов, Курбан Сайгидахмедович — чемпион Азии;
- Нуров, Магомедгаджи Омардибирович — призёр чемпионата мира;
- Батиров, Шамиль Шамсудинович — обладатель Кубка мира;
- Омаров, Шамиль Кехурзаевич — заслуженный тренер России;
- Ибрагимов, Ибрагим Шарапуттинович — чемпион Европы;

## Личная жизнь
Окончил Мелитопольский институт механизации и сельского хозяйства.